# Hot Rats
Hot Rats è il secondo album del musicista statunitense Frank Zappa, pubblicato negli Stati Uniti il 10 ottobre 1969. Il disco, fortemente influenzato da atmosfere jazz rock, non riscosse nessun successo commerciale in patria mentre in Europa, specialmente in Gran Bretagna (nona posizione) e nei Paesi Bassi (sesta posizione), ebbe un ottimo riscontro di pubblico diventando uno dei suoi dischi più celebri e conosciuti.

## Il disco

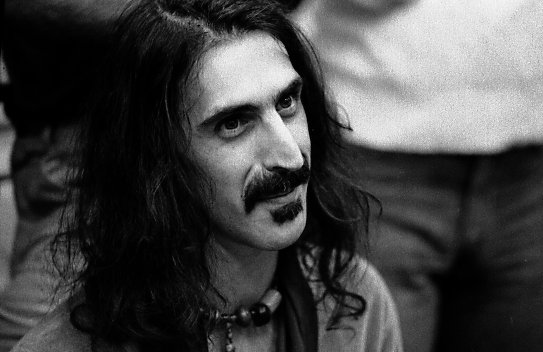
Frank Zappa negli anni settanta

L'album viene considerato una pietra miliare nella carriera dell'artista; Zappa lascia il rock a tratti demenziale dei primi anni per creare un variegato affresco di variazioni musicali mescolando jazz di varie tendenze, ritmiche ossessive e complesse partiture, il tutto coronato da spunti solistici sia propri sia dei collaboratori.
Si tratta del primo progetto solista di Zappa dopo lo scioglimento degli originali Mothers of Invention. Nelle note originali dell'album, Zappa descrisse la musica contenuta nel disco come: "un film per le vostre orecchie".
Hot Rats è incentrato su composizioni jazz fusion strumentali con lunghi assolo e la musica si discosta molto dai primi dischi di Zappa con i Mothers, che comprendevano commenti satirici mescolati all'uso di musica sperimentale e montaggi sonori. In questo disco Zappa accantona, momentaneamente, la stravaganza totale, e sceglie una via comunicativa più immediata, una musica più diretta. Il polistrumentista Ian Underwood è l'unico membro dei Mothers a suonare sull'album e il principale collaboratore musicale di Zappa durante le sessioni di registrazione. Altri turnisti presenti sul disco sono Captain Beefheart (voce in Willie the Pimp), Max Bennett e Shuggie Otis al basso, i batteristi Ron Selico, Paul Humphrey, e John Guerin, il violinista elettrico Don "Sugarcane" Harris e Jean-Luc Ponty, altro violinista di stampo classico che, durante gli anni sessanta, era passato al jazz e aveva già inciso due album per la World Pacific Jazz. Secondo alcune fonti alle sessioni avrebbe preso parte anche il chitarrista Lowell George che avrebbe suonato effettivamente in qualche pezzo dell'album, ma la sua presenza non è confermata ufficialmente e non ne viene fatta menzione nelle note dei crediti sul disco.
Questo fu il primo album di Frank Zappa ad essere registrato su un registratore multitraccia a sedici piste, e uno dei primi dischi in assoluto ad avvalersi di questa tecnologia che era all'epoca ancora allo stato di prototipo. I macchinari con sedici piste separate permettevano molta più flessibilità in studio in termini di composizione e registrazione e la possibilità di effettuare sovraincisioni di una certa complessità. Un notevole vantaggio rispetto ai banchi mixer a quattro e otto piste che erano lo standard nel 1969. Basti pensare che mentre Zappa registrava Hot Rats, i Beatles stavano lavorando al loro Abbey Road, limitati dall'uso di un registratore a otto piste.
L'album fu dedicato da Frank al figlio appena nato, Dweezil Zappa. Nel febbraio 2009, Dweezil e la sua band, gli Zappa Plays Zappa, vinsero un Premio Grammy per la "migliore performance rock strumentale" grazie alla loro interpretazione del brano Peaches en Regalia.

### Origine e storia

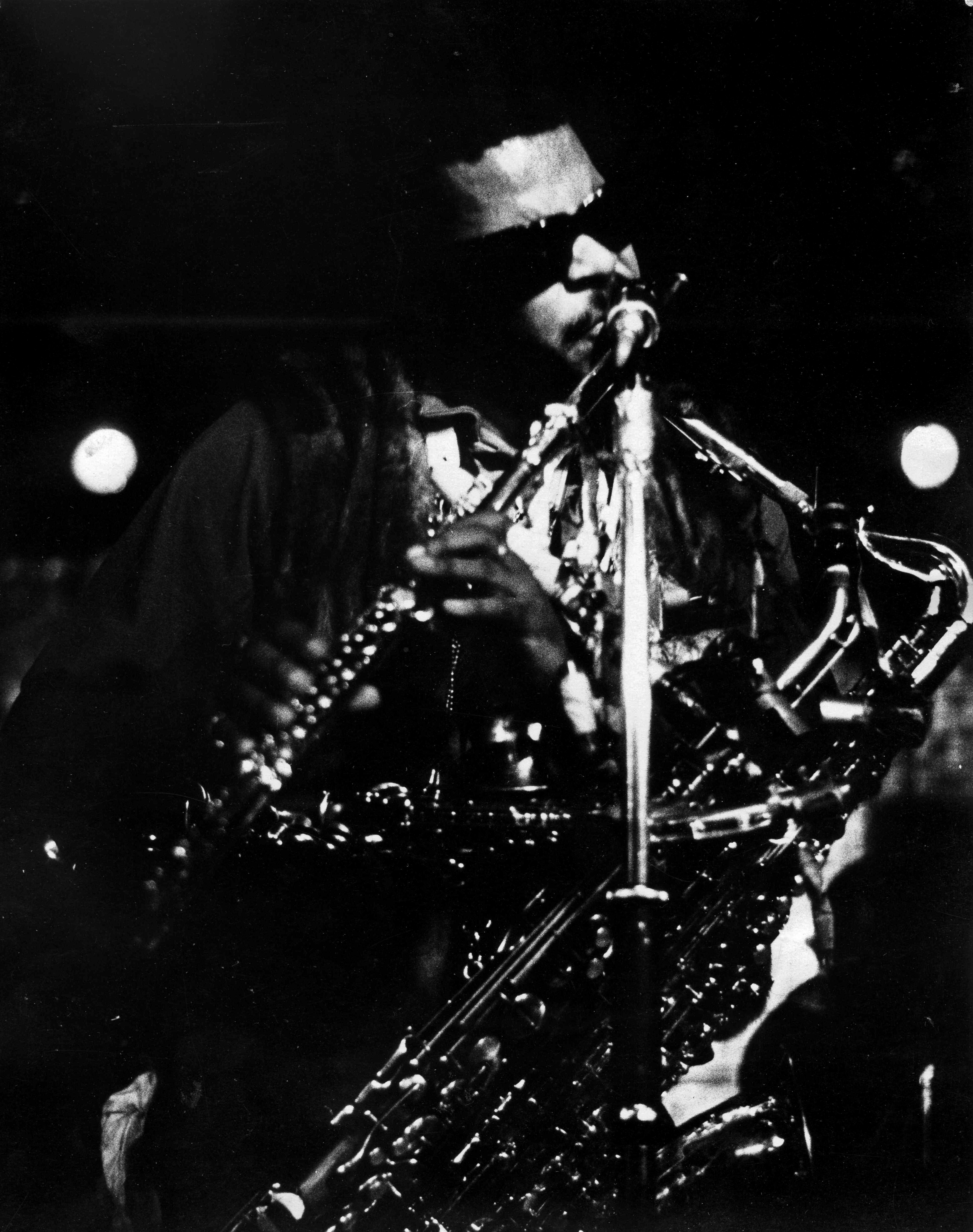
Roland Kirk, 1970

Il 1969 fu per Frank Zappa un anno di grossi sconvolgimenti. Nel 1964 Zappa aveva fondato il gruppo dei Mothers of Invention, con il quale aveva incessantemente cercato di rincorrere il successo senza però compromettere le sue credenziali artistiche e musicali. Con il primo album Freak Out! (1966), noto come "l'album di debutto più audace della storia del rock", aveva creato un proprio stile, che sviluppò in album successivi come We're Only in It for the Money. Queste opere erano un collage di frammenti e di influenze di altri generi musicali, come il surf rock, il Doo-wop, il Pop e la musica sperimentale. I testi erano spesso satirici e critici verso la società e contenevano molte allusioni al movimento hippie e alla scena musicale rock dell'epoca.
Dopo l'uscita di un album commercialmente disastroso come Uncle Meat nell'aprile 1969, Zappa però, decise di sciogliere la sua band e di continuare come musicista solista. Si lamentava nelle interviste del fatto che il pubblico non capisse la qualità della sua musica, e criticò le limitate capacità musicali degli altri membri del gruppo. La mancanza di successo commerciale aveva anche avuto come conseguenza l'insorgere di varie difficoltà finanziarie.
Durante questo burrascoso periodo si svolse la produzione dell'album Hot Rats. Nel mese di aprile 1969, i Mothers of Invention avevano partecipato al Globe Jazz Boston Festival, e Zappa aveva invitato il sassofonista jazz Rahsaan Roland Kirk a suonare con loro. Il concerto fu un grande successo. La giornalista e biografa di Zappa Kelly Fisher Lowe sembra identificare in questo concerto la genesi del progetto Hot Rats.

### Registrazione
Nel giugno 1969 Zappa si rinchiuse nel seminterrato di casa sua insieme a Ian Underwood e Roy Estrada per provare i pezzi che sarebbero andati a costituire Hot Rats, il suo nuovo progetto da solista. Nelle ultime due settimane di luglio si trasferì ai T.T.G. Studios di Hollywood insieme a Underwood e ai musicisti di ambiente jazz: Max Bennett (che aveva suonato insieme a Quincy Jones), Paul Humphrey (reduce da esperienze lavorative con Wes Montgomery e Lee Konitz), e il giovane batterista fusion John Guerin. Zappa contattò poi Johnny Otis, uno dei suoi idoli di gioventù, che all'epoca lavorava per il sindacato dei musicisti. Tramite Otis si riuscì a ingaggiare anche il violinista blues Don "Sugarcane" Harris, che all'epoca navigava in cattive acque e stava scontando una pena in carcere per detenzione di droga. Zappa pagò la sua cauzione per permettergli di partecipare alle sedute di registrazione. Sempre Otis portò alle sessioni in studio suo figlio Shuggie per fargli suonare il basso e la chitarra blues. In occasione della registrazione di Willie the Pimp si unì estemporaneamente al gruppo anche Don Van Vliet meglio conosciuto come "Captain Beefheart" che cantò la parte vocale del brano nel suo caratteristico stile. Durante la registrazione di Hot Rats, Zappa fece sentire alcune delle tracce in lavorazione al produttore jazz Dick Bock, che gli consigliò di chiamare a partecipare al progetto il violinista francese Jean-Luc Ponty, che suonò in It Must Be a Camel. Ciò fornì l'impulso per la futura collaborazione tra Zappa e Ponty del 1970 che portò alla pubblicazione dell'album King Kong: Jean-Luc Ponty Plays the Music of Frank Zappa.
Zappa dichiarò a proposito del disco:
(Frank Zappa a proposito di Hot Rats)

### Copertina
Per la copertina di Hot Rats, ideata da Cal Schenkel, venne utilizzata una fotografia con effetto "infrarossi" che ritrae  Christine Frka delle GTO ed all'epoca baby sitter in casa Zappa, che fa sinistramente capolino da una piscina vuota di una villa a Beverly Hills precedentemente appartenuta ad Errol Flynn. L'interno dell'edizione originale in vinile conteneva un collage di foto a colori, molte delle quali scattate durante le sedute di registrazione per l'album. Le iniziali ristampe dell'album in CD non comprendevano molte di queste immagini, e le poche rimaste erano stampate in bianco e nero. La ristampa del 1997 reintrodusse l'artwork completo.

## Descrizione dei brani
Zappa compose, arrangiò e produsse l'album da solo. Il suo strumento principale sul disco è la chitarra elettrica. Willie the Pimp, Son of Mr. Green Genes, e The Gumbo Variations contengono suoi potenti ed estesi assolo di chitarra. Quattro delle tracce sono contraddistinte da intricati arrangiamenti che vedono la presenza di sovraincisioni multiple ad opera di Ian Underwood che suona approssimativamente le parti strumentali di otto o dieci musicisti, spesso simultaneamente. Il suo lavoro include complicate sezioni di piano e organo, flauto, clarinetto e sassofono.

### Peaches en Regalia
Il brano Peaches en Regalia è oggi ampiamente riconosciuto come un moderno standard jazz fusion ed è uno dei motivi più orecchiabili e conosciuti di Frank Zappa. Nel brano Zappa suona un breve assolo di basso ottavino. Underwood contribuì suonando il flauto e varie parti di sassofono, clarinetto e tastiere. Nel prosieguo della sua carriera Zappa riarrangiò ed eseguì il brano dal vivo in concerto in diverse occasioni. Peaches è stato reinterpretato da molti altri musicisti jazz e rock, inclusi i Phish, i Dixie Dregs, e i Frogg Café.

### Willie the Pimp

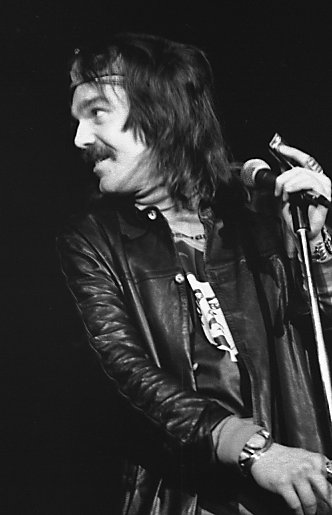
Captain Beefheart, voce solista in Willie the Pimp

Willie the Pimp (lett. Willie il pappone) è un brano di rock blues. Vi figurano il violino di Don "Sugarcane" Harris e pregevoli assolo di chitarra elettrica da parte di Zappa che sembrano improvvisati durante una jam session, anche se, invece, furono attentamente montati per la pubblicazione. Il brano è l'unica traccia dell'album che include una parte vocale, l'unica composizione che possa avvicinarsi alla classica forma "canzone" anche se non in maniera convenzionale. Il cantato è opera del vecchio amico e collaboratore di Zappa Captain Beefheart che fornisce al brano una memorabile interpretazione vocale "al vetriolo" nel suo inconfondibile stile rauco e corrosivo. Il testo e soprattutto il titolo del brano sono ispirati a una conversazione che Zappa aveva avuto (e registrato) con due donne nel 1969 a New York. Fu solo più tardi, nel 1986, che l'intera registrazione venne pubblicata con il titolo The Story of Willie the Pimp sull'album Mystery Disc contenuto nel cofanetto The Old Masters Box Two. La canzone descrive uno squallido pappone di nome Willie, il suo stile nel portare i capelli, il suo abbigliamento pacchiano con pantaloni color kaki e scarpe lucide, mentre nella hall di un albergo parla con una delle sue "ragazze". Il tono è colloquiale, a volte ambiguo e pieno di sottintesi sessuali. Il titolo dell'LP, Hot Rats (lett. ratti caldi), è tratto dal testo di questo brano.

### Son of Mr. Green Genes
Son of Mr. Green Genes è un arrangiamento strumentale del brano Mr. Green Genes presente nell'album Uncle Meat. il singolare titolo della composizione generò la leggenda metropolitana che Frank Zappa facesse riferimento al personaggio di Mr. Green Jeans dello show televisivo Captain Kangaroo. Si tratta dell'unico brano del disco ad avere sia intricate parti di fiati che estesi assolo di chitarra.

### Little Umbrellas

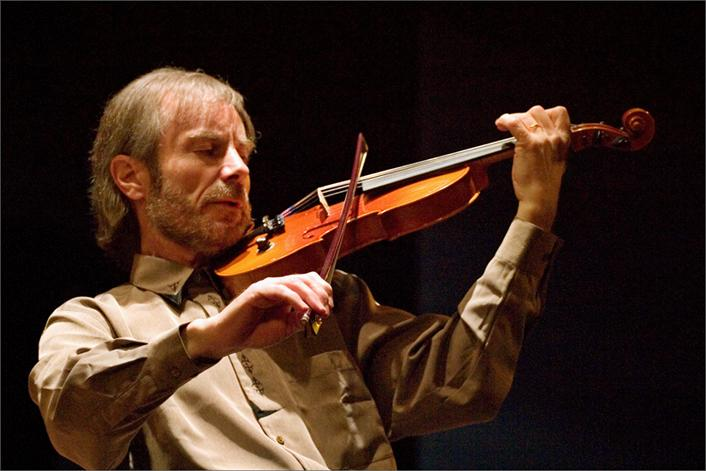
Jean-Luc Ponty nel gennaio 2003

Little Umbrellas è un motivo strumentale simile nella sua struttura a Peaches en Regalia, un altro breve motivo arrangiato con la presenza di numerose tastiere e sovraincisioni di fiati da parte di Underwood. Probabilmente per questo fu abbinata a Peaches per la pubblicazione su singolo (Bizarre 0889) nel 1970, diventando la B-side del 45 giri.

### The Gumbo Variations
The Gumbo Variations è una lunga torrenziale jam strumentale a metà tra il blues e il jazz che venne editata per la pubblicazione su LP, accorciandola fino alla durata di 12 minuti e 55 secondi (portati poi, per volere dello stesso Zappa, a 16:55 nella prima ristampa in formato CD dell'album). In aggiunta all'assolo chitarristico di Zappa, la traccia vede la presenza dell'assolo al sax tenore di Underwood e di quello al violino da parte di Don "Sugarcane" Harris.

### It Must Be a Camel
It Must Be a Camel è un'altra traccia dall'arrangiamento molto complesso ed intricato con numerosi fiati e sovraincisioni multiple di tastiere ad opera di Underwood. La melodia molto inconsueta del pezzo è fortemente ritmata e spesso presenta grossi "sbalzi" melodici. Il titolo del brano (in italiano: Potrebbe essere un cammello) potrebbe riferirsi al fatto che questi sbalzi, trascritti sullo spartito, assumono una forma che può ricordare le gobbe dei cammelli. Jean-Luc Ponty suona il violino nella traccia.

## Outtakes
Durante le sessioni per Hot Rats furono provati e registrati due brani che però non trovarono posto sul disco. Bognor Regis sarebbe dovuta essere in seguito pubblicata come B-side del singolo Sharleena, una traccia dell'album Chunga's Revenge del 1970, ma l'uscita del singolo venne cancellata all'ultimo minuto. Il brano, una composizione blues strumentale con un assolo di violino elettrico da parte di Don "Sugarcane" Harris, rimase ufficialmente inedita ma venne inclusa in qualche bootleg di Zappa. L'altro brano registrato e scartato durante le sessioni di Hot Rats fu Twenty Small Cigars, che venne invece pubblicato sull'album in collaborazione con Ponty King Kong: Jean-Luc Ponty Plays the Music of Frank Zappa e sul seguente disco di Zappa intitolato Chunga's Revenge.

## Tecniche avanzate di registrazione

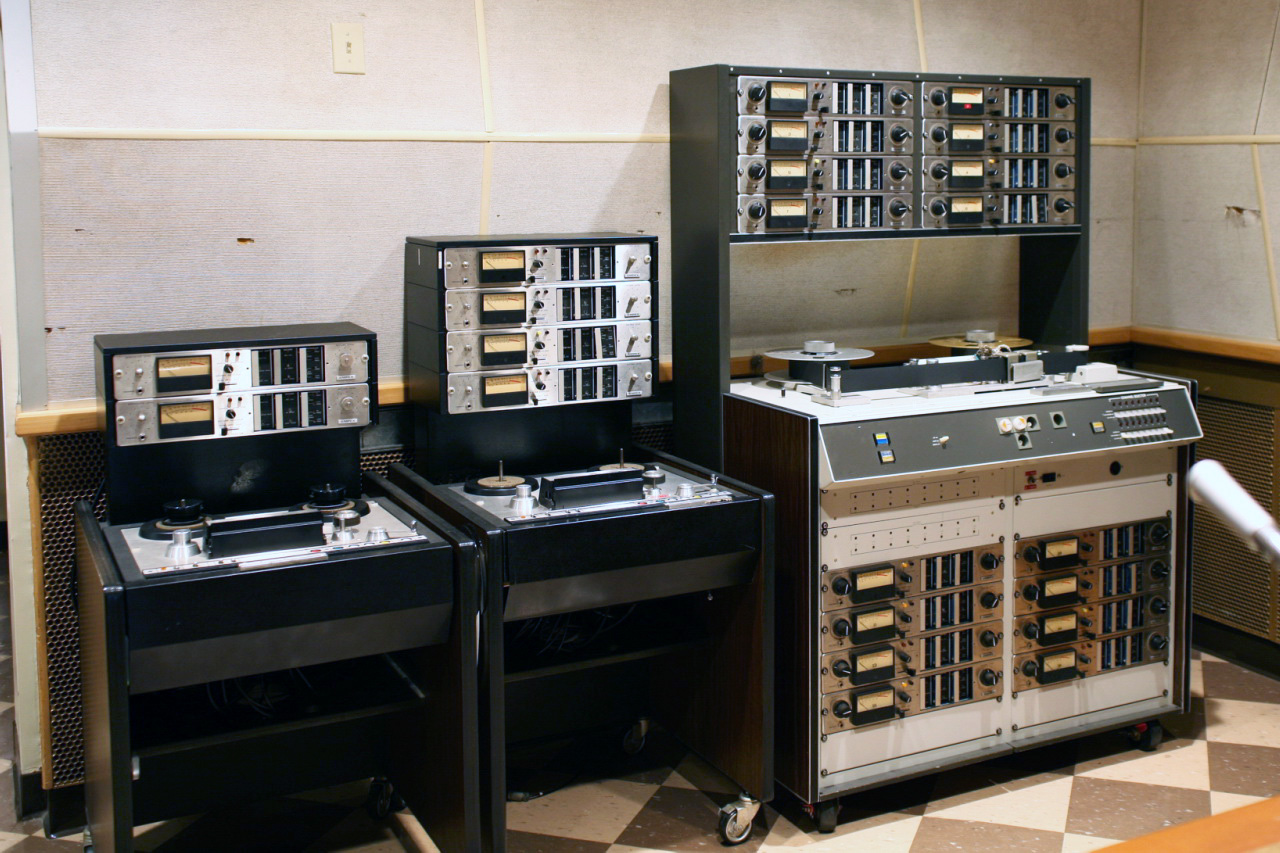
Banco mixer a 16 piste Ampex MM1000 (1970)

Zappa utilizzò le più sofisticate apparecchiature disponibili all'epoca per la registrazione dell'album, con il fine di creare un'opera di grande tecnica e qualità musicale. L'album venne registrato su quello che lo stesso Zappa descrisse come un "registratore a sedici piste fatto in casa"; un prototipo costruito dagli ingegneri dei TTG Studios di Hollywood alla fine del 1968. Nel 1969 la Ampex completò e mise a punto l'MM-1000 a sedici piste, che fu il primo registratore professionale su sedici tracce ad essere messo in commercio a livello mondiale. Utilizzava un nastro di due pollici adattato dalla divisione di registrazione video. La tecnologia a sedici piste era molto più sofisticata rispetto a quella dei vecchi modelli a quattro e otto piste allora diffusi. La disponibilità di altre piste sonore rese possibile a Zappa di aggiungere, in Hot Rats, strati multipli di strumenti a fiato e di tastiere suonati da Ian Underwood. Grazie a questa innovazione tecnologica, solo pochi musicisti erano necessari per ricreare in studio elaborate partiture polistrumentali che dessero l'impressione del "sound" di una vera e propria orchestra o di una band formata da molti elementi. Fu proprio la possibilità di effettuare avanzate sovraincisioni in studio che diede a Zappa la motivazione per continuare a registrare e sperimentare in sala di incisione, dato che odiava suonare chiuso in uno studio.
Le maggiori piste disponibili resero anche possibile creare un realistico suono di batteria stereo. Zappa fu tra i primi a registrare le parti di batteria su tracce multiple. Prima del 1969 le percussioni venivano registrate in mono su una sola pista. In Hot Rats, invece, quattro canali furono dedicati al suono della batteria, separando il suono nei canali destro e sinistro. Questa tecnica fu ampiamente imitata e divenne standard con l'inizio degli anni settanta quando macchinari a sedici o più piste si resero disponibili a tutti.
Zappa fu anche un pioniere nell'utilizzo della manipolazione della velocità del nastro per produrre timbriche e tonalità inusuali. In Peaches en Regalia, Son of Mr. Green Genes, e It Must Be a Camel Zappa suona "percussioni a velocità raddoppiata". Dopo la registrazione delle tracce base (batteria, basso, chitarra, pianoforte, etc...), Zappa suonò parti aggiuntive di batteria mentre ascoltava le tracce base a velocità dimezzata. Nella registrazione finita, il tutto suonava a velocità normale, ma le sovraincisioni erano due volte più veloci. Questo dava alle sovraincisioni di batteria un tono surreale, comico, quasi come il suono di una batteria giocattolo.
Anche altri strumenti furono registrati con lo stesso procedimento, incluse le tastiere, i sassofoni e il basso. A Zappa viene accreditato in copertina l'utilizzo di un "basso ottavino" (una chitarra basso a velocità doppia), il cui suono è simile a quello di una chitarra. In aggiunta, il suono di un organo a canne elaborato elettronicamente venne integrato al suono dei fiati e del piano. It Must Be a Camel comprende l'utilizzo di un pettine di plastica rigida, il cui suono sul disco sembra quello di una campana o di un carillon al rallentatore; inoltre Zappa "suona" una chiave inglese utilizzandola per le percussioni in Willie the Pimp.

## Stile e influenze

### Jazz rock
Hot Rats viene generalmente considerato un disco jazz rock attribuibile ad a uno stile musicale che combina elementi di rock e jazz con altre influenze musicali di vario genere. La grande libertà di improvvisazione insita nella musica jazz è sicuramente uno dei punti focali dell'intera opera.

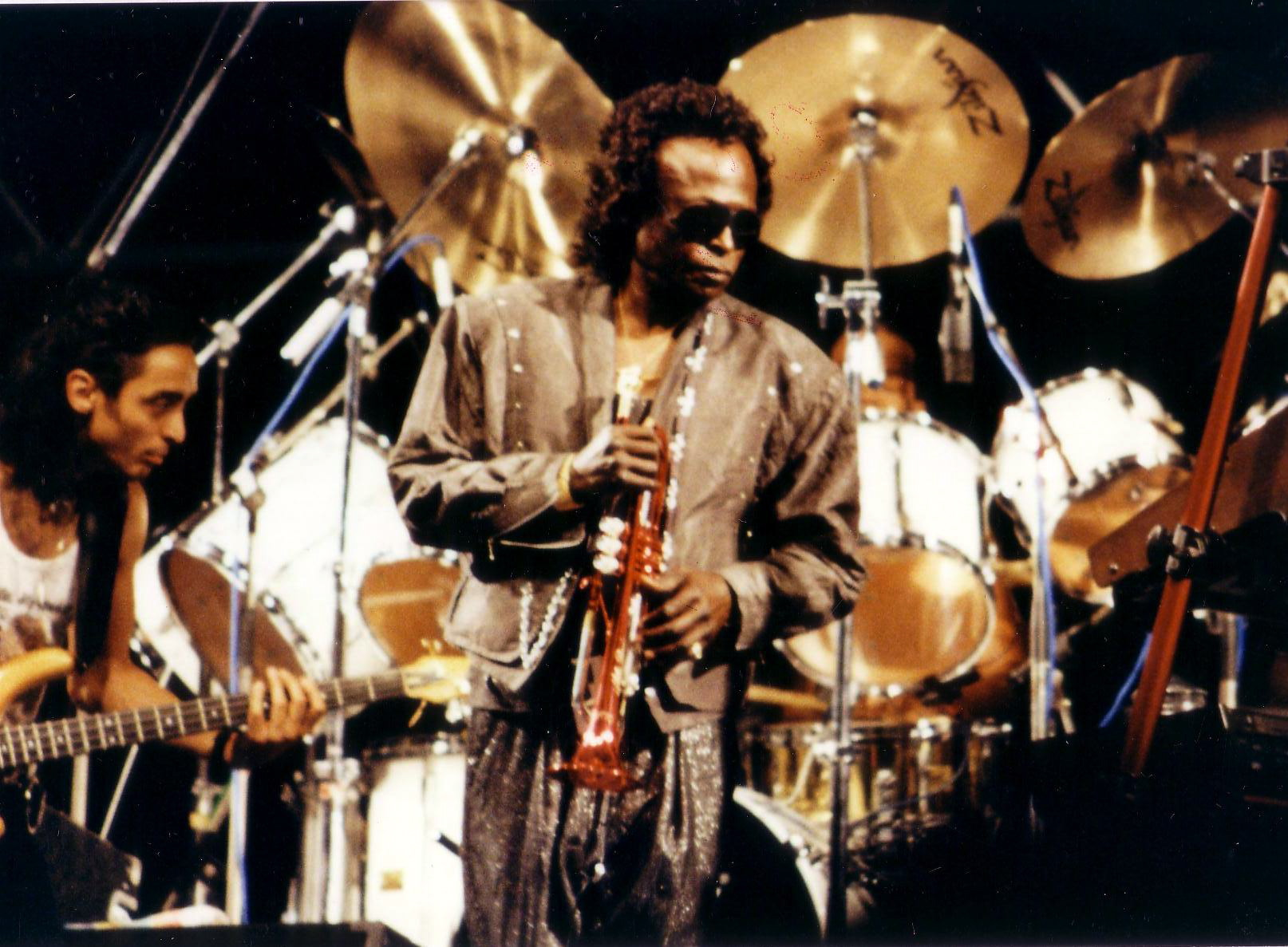
Miles Davis in concerto a Nizza, 1989

Non è ben chiaro se la decisione di Zappa di collaborare con musicisti jazz, sia da imputarsi all'inizio del periodo di popolarità che la musica jazz-rock stava avendo all'epoca, oppure se proprio il lavoro svolto da Zappa per questo album sia stata una delle forze trainanti alla base di questo sviluppo. Certamente Zappa aveva già utilizzato in precedenza elementi di musica jazz nei suoi dischi, come ad esempio il brano Invocation And Ritual Dance of the Young Pumpkin presente nell'album Absolutely Free del 1967. La composizione e registrazione del pezzo in questione è datata 1966, e quindi ben prima dell'inizio della popolarità del jazz-rock. Anche nel suo primo progetto da solista, Lumpy Gravy, Zappa utilizzò un collage di passaggi jazz integrati ad altre sonorità sperimentali. Sull'album Uncle Meat si trova inoltre il brano King Kong, un lungo strumentale jazz rock di 18 minuti di durata, in cui sono presenti spazi per quattro improvvisazioni soliste diverse. Infine, l'album Weasels Ripped My Flesh, contenente registrazioni del periodo 1967-1969, ma pubblicato solo nel 1970 dopo Hot Rats, contiene brani chiaramente influenzati dal free jazz come Get a Little e The Orange County Lumber Truck.
Ad un primo ascolto, alcuni critici musicali descrivono Hot Rats come un album di puro jazz fusion. Pubblicato circa nello stesso periodo del seminale Bitches Brew di Miles Davis, l'album che è comunemente considerato come il vero detonatore per la divulgazione del genere, Hot Rats viene generalmente considerato un album "figlio" di quello di Davis. Tuttavia, Kelly Fisher Lowe ha notato che l'album è in definitiva più vicino al blues che al jazz. Nella miscela di rock, jazz, e blues dell'album di Zappa, la Lowe ritiene che il musicista si sia spinto più avanti rispetto ai primi lavori, ottenendo un'opera ancora più complessa per la diversa sfaccettatura dei pezzi composti e arrangiati per il disco.

## Pubblicazione e differenti missaggi audio
La versione originale in LP uscì su etichetta Bizarre Records il 10 ottobre 1969 negli Stati Uniti e nel febbraio 1970 in Europa. Nel 1973 l'album venne ristampato dalla Reprise Records. La versione della Reprise è stata messa fuori catalogo negli anni ottanta quando il contratto che Zappa aveva stipulato con la Warner Bros. Records ebbe fine.
Nel 1987 Zappa remixò l'intero Hot Rats per la ristampa in formato Compact Disc. Il nuovo remix fu ampiamente criticato dai fan di Zappa che preferivano il missaggio originale del 1969 presente nella versione LP e ritenuto "più musicale". Willie the Pimp è lievemente differente durante l'introduzione e nell'assolo di chitarra. The Gumbo Variations vede l'aggiunta di quattro minuti suppletivi di musica che includono una introduzione e gli assolo di chitarra e sassofono che erano stati tagliati dalla versione in vinile. Il pianoforte e il flauto, che erano quasi sepolti nel missaggio del '69 di Little Umbrellas, sono invece prominenti nella versione in CD. Altre differenze comprendono cambi significativi dell'atmosfera generale del disco e della gamma dinamica sonora.
Il mixaggio originale della versione in vinile del 1969 è stato riproposto nell'edizione "Limited Edition Audiophile LP" di Hot Rats pubblicata dalla Classic Records nel 2009.

## Accoglienza
| Recensione       | Giudizio       |
| ---------------- | -------------- |
| AllMusic         |                |
| Piero Scaruffi   |                |
| Ondarock         | Pietra miliare |
| Robert Christgau | C              |
| Rolling Stone    | Favorevole     |
| Uncut            |                |

Originariamente negli Stati Uniti l'album ebbe un successo molto moderato, raggiunse solo la posizione numero 173 della classifica Billboard 200 prima di scivolare velocemente verso il basso. In Europa, invece, in particolare nel Regno Unito, il disco vendette molto meglio, raggiunse la posizione numero 9 e rimase in classifica per più di sei mesi. L'album fu uno dei maggiori successi di Zappa e consolidò la sua reputazione di musicista virtuoso e compositore.
Lester Bangs recensì l'album per Rolling Stone parlandone generalmente in maniera positiva, facendo però ben presente che Zappa stava semplicemente traendo ispirazione da musicisti jazz "seri" come Cecil Taylor o Don Cherry, e che quindi Hot Rats poteva considerarsi soltanto una buona introduzione all'ascolto di musicisti più complessi e rilevanti.
Kelly Fisher Lowe ha dichiarato che Hot Rats venne sottovalutato dalla critica all'epoca della sua pubblicazione, e che il disco ha invece ampiamente superato la prova del tempo. Aggiunge poi che esiste poca letteratura specifica circa l'album a cui persino nelle pubblicazioni che descrivono in dettaglio il lavoro di Frank Zappa, viene solo brevemente fatto accenno. Lowe vede la ragione di ciò nel fatto che l'album viene visto dai critici come una ritirata strategica da parte di Zappa verso una musica più comprensibile e commerciale per il pubblico. Lo scarso successo commerciale dei precedenti lavori di Zappa, di opere avant-garde come Lumpy Gravy o Uncle Meat era stato molto sproporzionato rispetto allo sforzo che l'autore vi aveva infuso. Lowe suggerisce la tesi che l'album esprima il disappunto di Zappa verso il suo pubblico, circa le grandi promesse non mantenute dagli anni sessanta e dalle Mothers of Invention. Dopo aver inciso vari album di musica sperimentale, e dischi pieni zeppi di satiriche barzellette, parodie e osservazioni antropologiche sulla vita del musicista e sulla società in generale, Zappa fece uscire con Hot Rats un album che finalmente poteva essere capito dal pubblico (o almeno da una parte più consistente di esso). A supporto di tale tesi, lo stesso Zappa intervistato nel novembre del 1969, così si espresse, forse calcando un po' la mano sui toni, circa l'album da poco pubblicato: «È un disco sorprendentemente facile da ascoltare: ho sentito dire di gente che batteva il piede a ritmo, ascoltandolo.»
Il critico musicale Ben Watson descrive Hot Rats essenzialmente come un album del duo "Underwood/Zappa" piuttosto che un disco solista di Frank Zappa. Ed è infatti innegabile che Underwood fu in grado di suonare vari strumenti come l'organo, il pianoforte, il flauto, il clarinetto e il sassofono, contribuendo in maniera decisiva al sound generale dell'opera. Watson inoltre sottolinea le forti influenze delle opere di Igor' Fëdorovič Stravinskij e Nikolaj Rimskij-Korsakov riscontrabili, a suo dire, in Hot Rats. A proposito del modo di suonare di Ian Underwood, cita anche l'influenza del musicista free jazz Ornette Coleman. Sarebbe, però, il fatto che nell'album di Zappa tutto è volutamente esagerato, dalle melodie pompose alla strumentazione complessa, a rendere il disco così pieno di virtuosismo evidente, e ad aver reso l'album un successo presso gli appassionati di progressive rock (come successe in Italia) così attenti al "tecnicismo" dei musicisti.
Steve Huey di AllMusic descrive l'album come un classico nel suo genere. Egli sottolinea in particolare la combinazione della raffinatezza compositiva del Jazz con l'atteggiamento sporco e senza scrupoli del Rock. I tre pezzi improvvisati sono informali e apparentemente spontanei, mentre una sorprendente eleganza sinuosa attraversa pezzi come Peaches en Regalia. Huey fa notare anche come questo sia il primo album di Zappa a presentarlo come un virtuoso della chitarra elettrica, e che in particolare l'assolo suonato in Willie the Pimp fu all'origine della reputazione di Zappa come "guitar hero".

## Tracce

### Versione LP

#### Lato A
Testi e musiche di Frank Zappa.
1. Peaches en Regalia – 3:38
2. Willie the Pimp – 9:25
3. Son of Mr. Green Genes – 8:58

#### Lato B
Testi e musiche di Frank Zappa.
1. Little Umbrellas – 3:09
2. The Gumbo Variations – 12:55
3. It Must Be a Camel – 5:15

### Versione CD Rykodisc (1987)
Testi e musiche di Frank Zappa.
1. Peaches en Regalia – 3:37
2. Willie the Pimp – 9:17
3. Son of Mr. Green Genes – 9:00
4. Little Umbrellas – 3:04
5. The Gumbo Variations – 16:55
6. It Must Be a Camel – 5:15

## Formazione
Artista
- Frank Zappa - chitarra, basso, percussioni

Altri musicisti
- Ian Underwood - pianoforte, organo, clarinetto, sassofono, flauto
- Captain Beefheart - voce su Willie the Pimp
- Don "Sugarcane" Harris - violino su Willie the Pimp e The Gumbo Variations
- Jean-Luc Ponty - violino su It Must Be A Camel
- John Guerin - batteria su Willie the Pimp, Little Umbrellas e It Must Be a Camel
- Ralph Humphrey - batteria su Son of Mr. Green Genes e The Gumbo Variations
- Ron Selico - batteria su Peaches En Regalia
- Max Bennett - basso su  Willie the Pimp, Son of Mr. Green Genes, Little Umbrellas, The Gumbo Variations e It Must Be a Camel
- Shuggie Otis - basso su Peaches En Regalia
- Lowell George - chitarra (non accreditato)[3]

Produzione
- Produttore: Frank Zappa
- Ingegnere del suono capo: Dick Kunc
- Ingegneri del suono: Cliff Goldstein, Jack Hunt, Brian Ingoldsby, Dick Kunc
- Arrangiamenti: Frank Zappa
- Cover design: Cal Schenkel
- Design: Cal Schenkel, John Williams
- Ingegnere del suono remix 1987: Bob Stone